# Einstürzende Neubauten
Einstürzende Neubauten (vertaling: instortende nieuwbouw) is een in 1980 in West-Berlijn opgerichte Duitse avant-gardistische performancegroep.

## Ontwikkeling
Einstürzende Neubauten zijn de Duitse pioniers van de industrial en noiserock, die nog steeds actief zijn. Het collectief werd in 1980 in West-Berlijn opgericht als avant-gardistische performancegroep door zanger-gitarist Blixa Bargeld en percussionist N.U. Unruh. Hun eerste wapenfeit bestond uit het slaan op de betonnen ondergrond onder een snelwegovergang vergezeld door schreeuwerige teksten en dissonante gitaarakkoorden.
Na enkele bezettingswisselingen en snelle furore in het undergroundcircuit bracht de groep, aangevuld met leden F.M. Einheit, Alexander Hacke en Mark Chung de debuutplaat "Kollaps" uit. Deze plaat, nog altijd hun meest beroemde en wellicht meest vooruitstrevende werk, bestaat grotendeels uit luid gescandeerde teksten begeleid door een mengeling van gitaren, percussie en geluiden hoofdzakelijk voortgebracht door zelfgefabriceerde instrumenten, industrieel materiaal van allerhande soort en verschillende machines.
Hun eerste en enige optreden op Nederlandse televisie vond in juni 1982 plaats in het kader van het Holland Festival tijdens de uitzending Berlin-Amsterdam vanuit De Meervaart in Amsterdam, op voorspraak van de presentatrice Romy Haag.
Gedurende de dertig jaar van zijn bestaan, produceerde de groep negen reguliere platen en talloze soundtracks, compilaties en ander materiaal, waaronder die Hamletmaschine (1990), Faustmusik (1996) en Berlin Babylon (2004). Aanvankelijk produceerden ze zuivere industrial, in de zuivere zin van het woord, muziek gemaakt met drilboren, winkelkarretjes etc. In de begintijd ging de band uit van het idee dat vernietiging een voorwaarde was voor creativiteit. Oude objecten, gebouwen en muziek werden verwoest, omdat volgens de band alleen door destructie echt iets nieuws kan worden gemaakt.
In de loop der jaren werden hun platen langzaam minder chaotisch en meer verfijnd. Rond het eind van de jaren tachtig schakelde de band over van echte noise/industrial naar een symbiose tussen chaotische noise en verstilde, onheilspellende ambient: een artistiek hoogtepunt met de platen Fünf auf der nach oben offenen Richterskala (1987) en Haus der Lüge (1989), waarna met Tabula Rasa (1993) een koerswijziging inzette die in 1996 leidde tot de vervanging van F.M. Einheit en Mark Chung voor en tijdens de opnames van Ende Neu (1996). Leden Jochen Arbeit en Rudolf Moser traden voor Silence is sexy (2000) als vervanger tot de band toe.
Na die plaat verlieten ze hun platenmaatschappij en startten ze een nieuw experiment. Via hun website kunnen de fans "supporter" worden en in ruil voor een financiële bijdrage de creatie van het album volgen via webcasts en suggesties doen via fora en chatkanalen. Ook andere extra's zijn exclusief voor hen weggelegd, zoals ontmoetingen met de bandleden of nergens anders te verkrijgen muziek van de band. Aan het einde van elke "fase" krijgen ze dan een speciale versie van het nieuwe album toegestuurd.
In de jaren negentig start Gudrun Gut het project Ocean Club met diverse artiesten. Samen met Thomas Fehlmann presenteert ze vanaf 1997 ook een radioshow met die naam op het Berlijnse radiostation Radio eins. Deze show zal tot 2012 bestaan.
Op Perpetuum Mobile (2004) is duidelijk te horen hoe de geluidsexperimenten steeds geraffineerder worden ingezet in meer conventionele songstructuren en minder confronterende lawaai-explosies. Men zou kunnen stellen dat Neubauten evolueerde van een experimenteren met kabaal naar een experimenteren met stilte (vgl. ook Silence is sexy).
Sinds 2005 brengt de groep echter weer experimenteler werk uit in de in eigen beheer uitgebrachte serie "Musterhaus."
Vanwege het dertigjarige jubileum maakt de band in 2010 een uitgebreide tour door Europa en de VS.
In 2014 kwamen de Einstürzende Neubauten weer terug met het project Lament, een retrospectief op de Eerste Wereldoorlog op voorspraak van de Vlaamse gemeente Diksmuide. Lament wordt door de band niet zozeer gezien als een nieuw album, maar vooral als weergave van een performance, die - na de première in Diksmuide - in 2014 in een korte tour van 17 voorstellingen werd uitgevoerd op verschillende plaatsen in Europa.
Frontman Blixa Bargeld was van 1983 tot 2003 ook gitarist van Nick Cave and the Bad Seeds.
Gudrun Gut werkt in 2018 mee aan het album Dream house van de deephouseformatie Âme.
Alexander Hacke maakte met David Eugene Edwards (frontman van 16 Horsepower en Woven Hand) het album Risha, dat in 2018 uitkwam. Op hun tour deden ze in oktober 2018 Doornroosje in Nijmegen, Paradiso Noord/Tolhuistuin in Amsterdam en de Oranjerie van de Kruidtuin (Botanique) in Sint-Joost-ten-Node (Brussel) aan.
Verder werkte Neubauten met werk van de theatermaker en auteur Heiner Müller.
Op 26 april 2025 maakte Alexander Hacke op zijn Facebook-pagina bekend dat hij Einstürzende Neubauten verlaten had.

## Varia
Op zondag 9 mei 1993 was hun optreden in het voorprogramma van U2 in De Kuip in Rotterdam er de aanleiding toe dat het voortaan verboden was om (plastic) drankflessen mee naar een concert te nemen. Het publiek was niet gecharmeerd van de muzikale kwaliteiten van het optreden en liet dat duidelijk blijken.
Als gevolg hiervan werd er eerst alleen fruit naar voren gegooid, niet veel later ook lunchpakketjes en vlak daarna, op advies van het voorste gedeelte van het veldpubliek, kwam het achterste gedeelte van het veldpubliek met een waar salvo aan projectielen waarvan het merendeel plastic drankflessen.
De andere twee concertdagen kwam de band niet meer opdagen. Over deze daad had zanger Peter te Bos van Claw Boys Claw, zij waren het andere voorprogramma, nog een snerende opmerking in de trant van dat ze zich wel enorm hadden laten kennen.

## Invloed
Einstürzende Neubauten is door haar experimentele muziek een inspiratiebron voor veel bands geweest. Bijvoorbeeld:
- Depeche Mode
- Tomahawk
- Savage Aural Hotbed
- Miranda Sex Garden (Hun album Fairytales of Slavery uit 1994 is geproduceerd door Alexander Hacke).
- Liars
- Henry Rollins (van Black Flag and Rollins Band) heeft een getatoeëerd logo van Einstürzende Neubauten op zijn schouder.
- Stomp
- Deine Lakaien danken hun naam aan een nummer van Einstürzende Neubauten.
- Blue Man Group
- The Locust

## Beknopte discografie
- 1981 Kollaps
- 1983 Zeichnungen des Patienten O.T.
- 1984 2x4 [live]
- 1985 Halber Mensch
- 1987 Fünf auf der nach oben offenen Richterskala
- 1989 Haus der Lüge
- 1991 Die Hamletmaschine
- 1993 Tabula Rasa
- 1996 Faustmusik
- 1996 Ende Neu
- 2000 Silence is Sexy
- 2002 9-15-2000 Brussels (live)
- 2004 Supporter Album #1
- 2004 Berlin Babylon
- 2004 Perpetuum Mobile
- 2005 Grundstueck
- 2007 Alles Wieder Offen
- 2008 The Jewels
- 2014 Lament
- 2020 Alles in Allem
- 2024 Rampen: apm (alien pop music)

### F.M. Einheit
- 1990 Stein
- 1993 Prometheus . Lear
- 1997 Sensation Death

## Essentiële compilaties
- 1984 Strategies Against Architecture 1980-1983
- 1991 Strategies Against Architecture II 1984-1991 (2CD)
- 2001 Strategies Against Architecture III 1991-2001 (2CD)
- 2004 Kalte Sterne: Early Recordings
- 2010 Strategies Against Architecture IV 2002-2010 (2CD)